# Partido Socialista de Cantabria-PSOE
El Partido Socialista de Cantabria-PSOE (PSC-PSOE) es la federación del Partido Socialista Obrero Español (PSOE) en Cantabria. Tiene un carácter socialdemócrata.
Su presencia institucional en la comunidad está compuesta por 199 concejales y 8 diputados en el Parlamento de Cantabria. A nivel nacional posee un diputado en el Congreso y 1 senador. En la actualidad, es la tercera fuerza política en el parlamento autonómico y a nivel municipal, y la segunda en votos en las elecciones generales.
No suele obtener buenos resultados, ya que la fuerza hegemónica del centro y centroizquierda es el PRC. Solo ha gobernado durante 7 meses Cantabria, de 1990 hasta 1991. Desde 2015 forma parte del gobierno de Cantabria, porque es el segundo partido de la coalición de gobierno con el Partido Regionalista de Cantabria. 
El PSC ha gobernado en Cantabria en cuatro ocasiones, ostentando la presidencia una única vez, entre 1990 y 1991. Las otras tres ocasiones han sido formando parte de una coalición, una con la UCD entre 1982 y 1983, y en cuatro ocasiones con el PRC entre 2003 y 2011, y desde 2015 hasta 2023.

## Historia
En las elecciones autonómicas de 2003 el PSC-PSOE obtuvo 13 de los 39 escaños, un total de 102 918 votos (29,91 %). Junto con el PRC (8 escaños) formaría gobierno, repartiéndose las diferentes consejerías (5 consejeros del PSC-PSOE y 5 consejeros del PRC). 
En las elecciones municipales del mismo año, el PSC-PSOE siguió siendo la segunda fuerza política en la capital, Santander, pero sin poder arrebatar la mayoría absoluta vigente del Partido Popular (PP). En Torrelavega, Blanca Rosa Gómez Morante recuperó la alcaldía tras un mandato (1999-2003) de Francisco Javier López Marcano (PRC) como alcalde. El PSC-PSOE consigue 256 concejales en dichas elecciones municipales.
En las elecciones autonómicas de 2007 el PSC-PSOE perdió bastantes votos pasando a ser la tercera fuerza política con 10 escaños en el Parlamento de Cantabria, viéndose superado por el PRC (12 escaños). El PSC-PSOE consiguió en estos comicios un total de 83 163 votos. De nuevo PSC-PSOE y PRC formaron gobierno, dejando en la oposición al PP (17 escaños), y llegan a un acuerdo para ello. Al igual que en 2003 se repartieron el mismo número de consejerías. 
En las elecciones municipales del mismo año continuó siendo la segunda fuerza política en cuanto a número de votos, teniendo en su poder 245 concejales. En Santander con Jesús Cabezón Alonso al frente del PSC-PSOE, no hubo grandes cambios respecto a los resultados electorales de 2003. El PP volvió a lograr la mayoría absoluta en la capital. En Torrelavega Blanca Rosa Gómez Morante se mantuvo en la alcaldía.
En las elecciones autonómicas de 2011 el PSC-PSOE sigue perdiendo votos acentuándose su posición como la tercera fuerza política con 7 escaños en el Parlamento de Cantabria. El PSC-PSOE consiguió en estos comicios un total de 55 220 votos. En esta ocasión, no pueden reeditar el pacto de gobierno con el PRC puesto que el PP consigue mayoría absoluta (20 escaños) y por tanto, gobernar en solitario. 
En las elecciones municipales del mismo año se mantiene como segunda fuerza política en cuanto a número de votos, aunque muy de cerca le sigue el PRC, y tercera en concejales con 196 frente a los 319 de los regionalistas. En Santander con Eugenia Gómez de Diego al frente del PSC-PSOE, obtienen el peor resultado de su historia con 5 concejales. El PP volvió a lograr la mayoría absoluta en la capital aún más amplia con 18 concejales de 27. En Torrelavega, por primera vez, pierden las elecciones y el PP se convierte en la fuerza más votada gobernando en minoría gracias a la abstención del Partido Regionalista de Cantabria. Blanca Rosa Gómez Morante pasa a la oposición como portavoz municipal hasta diciembre de 2013 cuando es destituida de ese cargo por rechazar la moción de censura que presenta su grupo junto con los regionalistas para desalojar a Ildefonso Calderón de la Alcaldía. Esa moción triunfa y el 15 de enero de 2014, la concejala Lidia Ruiz Salmón se convierte en la nueva alcaldesa gracias al apoyo del PRC recuperando la alcaldía para los socialistas. Gómez Morante no asiste al pleno en el que se vota la moción y se la expulsa del partido en enero de 2014.
El 26 de abril de 2025, durante un acto de memoria democrática, la sede del partido fue atacada con dos artefactos explosivos por un neofranquista.

## Funcionamiento interno
Tras las primarias de febrero de 2025, el nuevo líder del PSC-PSOE será Pedro Casares. Los resultados de dichas primarias fueron: 
- Pedro Casares: 1246 votos, 52,35%.
- Pablo Zuloaga: 1117 votos, 46,93%.
- Blanco: 17.
- Nulo: 10.

La Comisión Ejecutiva que acompañará a Casares en la dirección del partido saldrá del XV Congreso Regional del 15-16 de marzo de 2025.
En la actualidad, tras el XIII Congreso Regional del PSC-PSOE celebrado en julio de 2017, la Comisión Ejecutiva Regional está compuesta por los siguientes dirigentes:
| Comisión Ejecutiva Regional                                | Comisión Ejecutiva Regional      |
| Cargo                                                      | Nombre                           |
| ---------------------------------------------------------- | -------------------------------- |
| Presidencia                                                | Eduardo Echevarría Lavín         |
| Secretaría General                                         | Pedro Casares                    |
| Secretaría de Organización                                 | Noelia Cobo Pérez                |
| Secretaría de Política Institucional                       | María Isabel Fernández Gutiérrez |
| Secretaría de Política Municipal                           | Agustín Molleda Gutiérrez        |
| Secretaría de Administración, Acción Electoral y Programas | Zoraida Hijosa Valdizán          |
| Secretaría de Economía y Comunicación                      | Ainoa Quiñones Montellano        |
| Secretaría de Igualdad                                     | Marian Casares Hontañón          |
| Secretaría de Educación                                    | Salomón Avedaño Martín           |
| Secretaría de Medio Ambiente                               | Javier García Oliva Mascarós     |
| Secretaría de Movimientos Sociales e Inmigración           | Eugenia Gómez de Diego           |
| Secretaría de Sanidad                                      | Alicia de la Sen Pla             |
| Secretaría de Empleo                                       | Gustavo García García            |
| Secretaría de Memoria Histórica, Participación y Deporte   | Mario Iglesias Iglesias          |
| Secretaría Ejecutiva de Actos Públicos                     | José Salmón Calva                |
| Secretaría Ejecutiva de Comarca Agüera                     | Pablo Antuñano Colina            |
| Secretaría Ejecutiva de Comarca Asón                       | César García García              |
| Secretaría Ejecutiva de Comarca de Campoo                  | Sergio Balbontín Ruiz            |
| Secretaría Ejecutiva de Comarca Liébana                    | Rocío Rábago Gómez               |
| Secretaría Ejecutiva de Comarca Nansa                      | María Gutiérrez Martínez         |
| Secretaría Ejecutiva de Comarca Pas                        | Jesús Sánchez Duque              |
| Secretaría Ejecutiva de Comarca Saja                       | Ana Isabel Viaña Gutiérrez       |
| Secretaría Ejecutiva de Comarca Trasmiera                  | María Rosario Losa Martínez      |
| Secretaría Ejecutiva de Concejos y Juntas Vecinales        | Susana Herrán Martín             |
| Secretaría Ejecutiva de Turismo y Comercio                 | María Luz Muñoz Barquín          |
| Secretaría Ejecutiva de Cultura                            | Carlos Troyano Cestelo           |
| Secretaría Ejecutiva de Ganadería                          | Juan José Sánchez Asensio        |
| Secretaría Ejecutiva de Desarrollo Rural                   | César Aja Ortega                 |
| Secretaría Ejecutiva de ONGs                               | José Luis Urraca Casal           |
| Secretaría Ejecutiva de Servicios Sociales                 | Patricia Portilla Baquero        |
| Secretaría Ejecutiva de Función Pública                    | Yolanda Algorri Mier             |
| Secretaría Ejecutiva de Relaciones Laborales               | Lourdes Pisano García            |

## Líderes del PSC-PSOE
|    | Secretario general    | Periodo   |
| -- | --------------------- | --------- |
| 1. | Jaime Blanco          | 1977-2000 |
| 2. | Dolores Gorostiaga    | 2000-2012 |
| 3  | Rosa Eva Díaz Tezanos | 2012-2017 |
| 4. | Pablo Zuloaga         | 2017-2025 |
| 5  | Pedro Casares         | 2025-     |

## Representación institucional

### Congreso de los Diputados
Tras la elecciones generales de 2023, en las que el Partido Socialista Obrero Español obtuvo 121 diputados de los 350 que tiene el Congreso de los Diputados, el PSC-PSOE obtuvo dos de los cinco diputados que le corresponden a Cantabria. Los diputados son:
- Pedro Casares Hontañón
- Noelia Cobo

### Senado
Tras la elecciones generales de 2023, en las que el Partido Socialista Obrero Español consiguió 71 senadores de los 208 que se eligieron para el Senado, el PSC-PSOE obtuvo uno de los cuatro senadores elegidos en Cantabria. El senador es:
- Secundino Caso

### Parlamento de Cantabria
Tras las elecciones autonómicas de 2023, el PSC-PSOE consiguió 8 diputados de un total de 39, convirtiéndolo en la tercera fuerza del Parlamento de Cantabria, por detrás del PP de Cantabria y del PRC. La portavoz del grupo socialista es Mario Iglesias Algunos parlamentarios destacables son:
- Jorge Gutiérrez Martín: director general de Juventud y Cooperación al Desarrollo de la Consejería de Educación, Cultura y Deporte del Gobierno de Cantabria, entre el 2015 y 2019.[13]
- Raúl Pesquera Cabezas: Consejera de Sanidad (2022-2023).[14]
- Ana Belén Álvarez Fernández: Consejera de Economía (2022-2023).[15]

### Ayuntamientos de Cantabria
Tras las elecciones municipales de 2023, el PSC-PSOE obtuvo 199 concejales.
Lista de alcaldes
| Municipio              | Votos | %     | Alcalde electo            | Notas            | Referencias   |
| ---------------------- | ----- | ----- | ------------------------- | ---------------- | ------------- |
| Colindres              | 1531  | 33,1  | Javier Incera Goyeneche   | mayoría absoluta | [ 17 ] [ 18 ] |
| Peñarrubia             | 162   | 66,12 | Secundino Caso            | mayoría absoluta | [ 19 ] [ 20 ] |
| Suances                | 2468  | 49,55 | Andrés Ruiz Moya          | mayoría absoluta | [ 21 ] [ 22 ] |
| Ramales de la Victoria | 857   | 46,22 | César García              | mayoría absoluta | [ 23 ] [ 24 ] |
| Cartes                 | 2359  | 73,78 | Agustín Molleda 1         | mayoría absoluta | [ 25 ] [ 26 ] |
| Val de San Vicente     | 1750  | 75,92 | Roberto Escudero Quintana | mayoría absoluta | [ 27 ] [ 28 ] |

1 Sustituido el 30 de abril de 2025 por Lorena Cueto.

## Resultados electorales

### Elecciones municipales

Partidos políticos más votados en las elecciones municipales de 2023 en Cantabria.

| Elecciones                               | Votos   | %     | Concejales | Referencias |
| ---------------------------------------- | ------- | ----- | ---------- | ----------- |
| Elecciones municipales españolas de 1979 | 57 004  | 23,22 | 202        | [ 30 ]      |
| Elecciones municipales españolas de 1983 | 99 050  | 35,53 | 342        | [ 31 ]      |
| Elecciones municipales españolas de 1987 | 95 171  | 31,88 | 290        | [ 32 ]      |
| Elecciones municipales españolas de 1991 | 103 873 | 35,29 | 349        | [ 33 ]      |
| Elecciones municipales españolas de 1995 | 89 772  | 28,16 | 282        | [ 34 ]      |
| Elecciones municipales españolas de 1999 | 99 135  | 31,29 | 267        | [ 35 ]      |
| Elecciones municipales españolas de 2003 | 102 973 | 29,87 | 256        | [ 36 ]      |
| Elecciones municipales españolas de 2007 | 92 333  | 26,87 | 245        | [ 37 ]      |
| Elecciones municipales españolas de 2011 | 70 882  | 20,88 | 196        | [ 16 ]      |
| Elecciones municipales españolas de 2015 | 64 486  | 19,84 | 190        | [ 38 ]      |
| Elecciones municipales españolas de 2019 | 77 898  | 23,88 | 225        | [ 39 ]      |
| Elecciones municipales españolas de 2023 | 73 324  | 22,58 | 199        | [ 2 ]       |

### Elecciones autonómicas
| Elecciones                                      | Votos   | %     | Diputado(s) | +/- | Candidato        | Estado                                              |
| ----------------------------------------------- | ------- | ----- | ----------- | --- | ---------------- | --------------------------------------------------- |
| Elecciones al Parlamento de Cantabria de 1983   | 107 523 | 31,35 | 15/39       |     | Jaime Blanco     | Oposición                                           |
| Elecciones al Parlamento de Cantabria de 1987   | 87 230  | 31,35 | 13/39       | 2   | Jaime Blanco     | Oposición (1987-1990)                               |
| Elecciones al Parlamento de Cantabria de 1987   | 87 230  | 31,35 | 13/39       | 2   | Jaime Blanco     | Gobierno de coalición con PP, PRC y CDS (1990-1991) |
| Elecciones al Parlamento de Cantabria de 1991   | 102 553 | 36,08 | 16/39       | 3   | Jaime Blanco     | Oposición                                           |
| Elecciones al Parlamento de Cantabria de 1995   | 80 379  | 26,06 | 10/39       | 6   | Julio Neira      | Oposición                                           |
| Elecciones al Parlamento de Cantabria de 1999 a | 42 896  | 33,08 | 14/39       | 4   | Ángel Duque      | Oposición                                           |
| Elecciones al Parlamento de Cantabria de 2003   | 107 608 | 30,62 | 13/39       | 1   | Lola Gorostiaga  | Coalición con PRC                                   |
| Elecciones al Parlamento de Cantabria de 2007   | 84 982  | 28,33 | 10/39       | 3   | Lola Gorostiaga  | Coalición con PRC                                   |
| Elecciones al Parlamento de Cantabria de 2011   | 55 220  | 16,31 | 7/39        | 3   | Lola Gorostiaga  | Oposición                                           |
| Elecciones al Parlamento de Cantabria de 2015   | 44 885  | 14,01 | 5/35        | 2   | Eva Díaz Tezanos | Coalición con PRC                                   |
| Elecciones al Parlamento de Cantabria de 2019   | 57 098  | 17,60 | 7/35        | 2   | Pablo Zuloaga    | Coalición con PRC                                   |
| Elecciones al Parlamento de Cantabria de 2023   | 66 250  | 20,59 | 8/35        | 1   | Pablo Zuloaga    | Oposición                                           |

a En las elecciones al Parlamento de Cantabria del año 1999, el Partido Socialista de Cantabria formó parte de la coalición PSOE-Progresistas junto con Izquierda Democrática Cántabra.

### Elecciones generales
| Elecciones                                          | Votos   | %     | Diputado(s) | Referencias |
| --------------------------------------------------- | ------- | ----- | ----------- | ----------- |
| Elecciones generales españolas de 1977              | 67 611  | 26,37 | 1           | [ 40 ]      |
| Elecciones generales españolas de 1979              | 78 512  | 30,28 | 2           | [ 41 ]      |
| Elecciones generales españolas de 1982              | 135 987 | 45    | 3           | [ 42 ]      |
| Elecciones generales españolas de 1986              | 129 041 | 44,33 | 3           | [ 43 ]      |
| Elecciones generales españolas de 1989              | 119 352 | 40,07 | 3           | [ 44 ]      |
| Elecciones generales españolas de 1993              | 122 418 | 37,17 | 3           | [ 45 ]      |
| Elecciones generales españolas de 1996              | 123 940 | 35,61 | 2           | [ 46 ]      |
| Elecciones generales españolas de 2000              | 111 556 | 33,47 | 2           | [ 47 ]      |
| Elecciones generales españolas de 2004              | 149 906 | 40,87 | 2           | [ 48 ]      |
| Elecciones generales españolas de 2008              | 161 279 | 43,61 | 2           | [ 49 ]      |
| Elecciones generales españolas de 2011              | 88 104  | 25,18 | 1           | [ 50 ]      |
| Elecciones generales españolas de 2015              | 78 460  | 22,41 | 1           | [ 51 ]      |
| Elecciones generales españolas de 2016              | 79 407  | 23,52 | 1           | [ 52 ]      |
| Elecciones generales de España de abril de 2019     | 90 534  | 25,21 | 2           | [ 53 ]      |
| Elecciones generales de España de noviembre de 2019 | 76 028  | 23,24 | 1           | [ 54 ]      |
| Elecciones generales de España de 2023              | 115 554 | 33,33 | 2           | [ 55 ]      |